# Citrullus ecirrhosus
Citrullus ecirrhosus är en gurkväxtart som beskrevs av Célestin Alfred Cogniaux. Citrullus ecirrhosus ingår i släktet vattenmeloner, och familjen gurkväxter. Inga underarter finns listade i Catalogue of Life.